# 858
858 (DCCCLVIII) var ett normalår som började en lördag i den julianska kalendern.

## Händelser

### April
- 24 april – Sedan Benedictus III har avlidit en vecka tidigare väljs Nicolaus I till påve.

### Okänt datum
- Påven Nicolaus I gör för första gången bruk av de pseudoisidoriska dekretalen.
- Efter kung Æthelwulfs död tar hans son Æthelbald över makten över resten av Wessex och Kent (Æthelbald har erövrat större delen av Wessex från fadern två år tidigare).
- Efter Kenneth I:s död efterträds han som kung av Skottland av sin bror Donald I.

## Födda
- Aed, kung av Skottland 877–878

## Avlidna
- 13 januari – Æthelwulf, kung av Wessex 839–856
- 13 februari – Kenneth I MacAlpin, kung av Skottland sedan 843
- 17 april – Benedictus III, påve sedan 855